# Raszowice
Raszowice – wieś w Polsce położona w województwie dolnośląskim, w powiecie trzebnickim, w gminie Prusice.
Według danych z 2021 roku miejscowość zamieszkiwało 190 osób.

## Podział administracyjny
W latach 1975–1998 miejscowość administracyjnie należała do województwa wrocławskiego.

## Zabytki
Do wojewódzkiego rejestru zabytków wpisany jest:
- zespół dworski, z drugiej połowy XIX w.
  - dwór
  - oficyna mieszkalna
  - park